# Pecanapis
Pecanapis là một chi nhện thuộc họ Anapidae, phân bố tại Nam Mỹ, chứa duy nhất một loài là Pecanapis franckei. Loài này được Norman I. Platnick & Raymond Robert Forster mô tả năm 1989, và được tìm thấy duy nhất tại Chile.